# Baltzar von Platen (1804–1875)
Baltzar Julius Ernst von Platen, född 16 april 1804 i Vänersnäs, död 20 mars 1875 i Stockholm, var en svensk greve, sjömilitär, ambassadör, sjöminister och Sveriges utrikesstatsminister, och därmed även Norges då länderna var i union.

## Bakgrund och karriär
Baltzar von Platen var son till kanalbyggaren Baltzar von Platen och Hedvig Elisabeth Ekman. Ätten von Platen kommer ursprungligen från Tyskland. Han gifte sig med friherrinnan Sofia Eleonora Charlotta De Geer af Leufsta och blev genom sitt arv och sitt gifte en av tidens rikaste män.
Efter en sjömansutbildning och befordran till löjtnant tog Baltzar von Platen över sin fars verksamhet vid Göta kanal. Politiskt var han liberal och blev kabinettskammarherre 1844. 1849 utnämndes han till sjöminister och kommendör i flottan. Ämbetet som sjöminister innehade von Platen 1849–1852 samt 1862–1868. Efter ett avbrott som sändebud i London återvände han till Sverige och utnämndes till statsminister för utrikesärenden 1871–1872.

## Utmärkelser
- Riddare och kommendör av Kungl. Maj:ts orden (Serafimerorden), 28 januari 1867.[7]

- Kommendör med stora korset av Vasaorden,  1 december 1857
- Hedersdoktor vid Oxfords universitet,  1860
- Storkors av Sankt Olavs orden,  6 februari 1860
- Kommendör med stora korset av Nordstjärneorden,  6 augusti 1860
- Kommendör med stora korset av Svärdsorden,  8 maj 1863
- Kungliga Serafimerorden,  28 januari 1867

[Redigera Wikidata]

### Ledamot
- Ledamot av Kungliga Lantbruksakademien, 1843 (samt hedersledamot 1852).[8]
- Ledamot av Kungliga Krigsvetenskapsakademien, 1849.[8]
- Hedersledamot av Kungliga Örlogsmannasällskapet, 1849.[8]
- Ledamot av Kungliga Vetenskapsakademien, 1854.[8]
- Hedersledamot av Vetenskapssocieteten i Uppsala, 1856.[8]
- Hedersledamot av Konstakademien, 1856.[8]